# シグナス NG-21
NG-21は、ISSへの輸送ミッションに使用される使い捨て型のアメリカの無人宇宙補給機、シグナスの21回目の飛行で、20204年8月4日に打ち上げられ、2025年3月30日に起動離脱した。この打ち上げはノースロップ・グラマンのNASAとの商業補給サービス契約下で運用された。使用された拡張型シグナス宇宙船は、チャレンジャー号爆発事故で死亡したNASAの宇宙飛行士を讃えて「宇宙船フランシス・R・"ディック"・スコビー」と名付けられた。
NG-21は、2022年ロシアのウクライナ侵攻によってロシアのロケットエンジンサプライヤーと、ウクライナの第一段タンクのサプライヤーが失われたことでアンタレス・ロケットが枯渇した後で打ち上げられた2機目のシグナス宇宙船となった。ノースロップ・グラマンは、その後のミッションのためにアンタレスの代替機を開発する予定である。NG-21とNG-22ではファルコン9が使用されるが、その後のミッションではウクライナやロシア製の部品に依存しない、開発中の次世代アンタレス300シリーズが使用される。

## 来歴
シグナスは、NASAの商業軌道輸送サービス計画の資金を一部受けてオービタル・サイエンシズ社によって開発された。シグナスを作るためにオービタル社はISSの補給のためにスペースシャトルで使用されていたタレス・アレーニア・スペースが建造した多目的補給モジュールと、オービタルの衛星バスであるGOEStarとを組み合わせた。より大型の拡張型シグナスは2015年に公開された。オービタル・サイエンシズは2015年にオービタルATKと改名され、2018年にノースロップ・グラマンオービタルを買収してシグナスのミッション運用を継続している。
シグナスNG-21は、商業補給サービスフェーズ2のもとで10回目のシグナスのミッションである。
シグナス宇宙船の製造と統合はバージニア州ダレスで行われる。シグナス・サービス・モジュールは打ち上げ場で与圧貨物モジュールと結合され、ミッションはバージニア州ダレスと、テキサス州ヒューストンの管制センターから制御される。

## 宇宙船
NG-21の宇宙船は、宇宙飛行士ディック・スコビーにちなんで、「宇宙船フランシス・R・"ディック"・スコビー」と名付けられた。この飛行は、拡張型シグナスPCMの16回目の飛行である

## 積荷目録

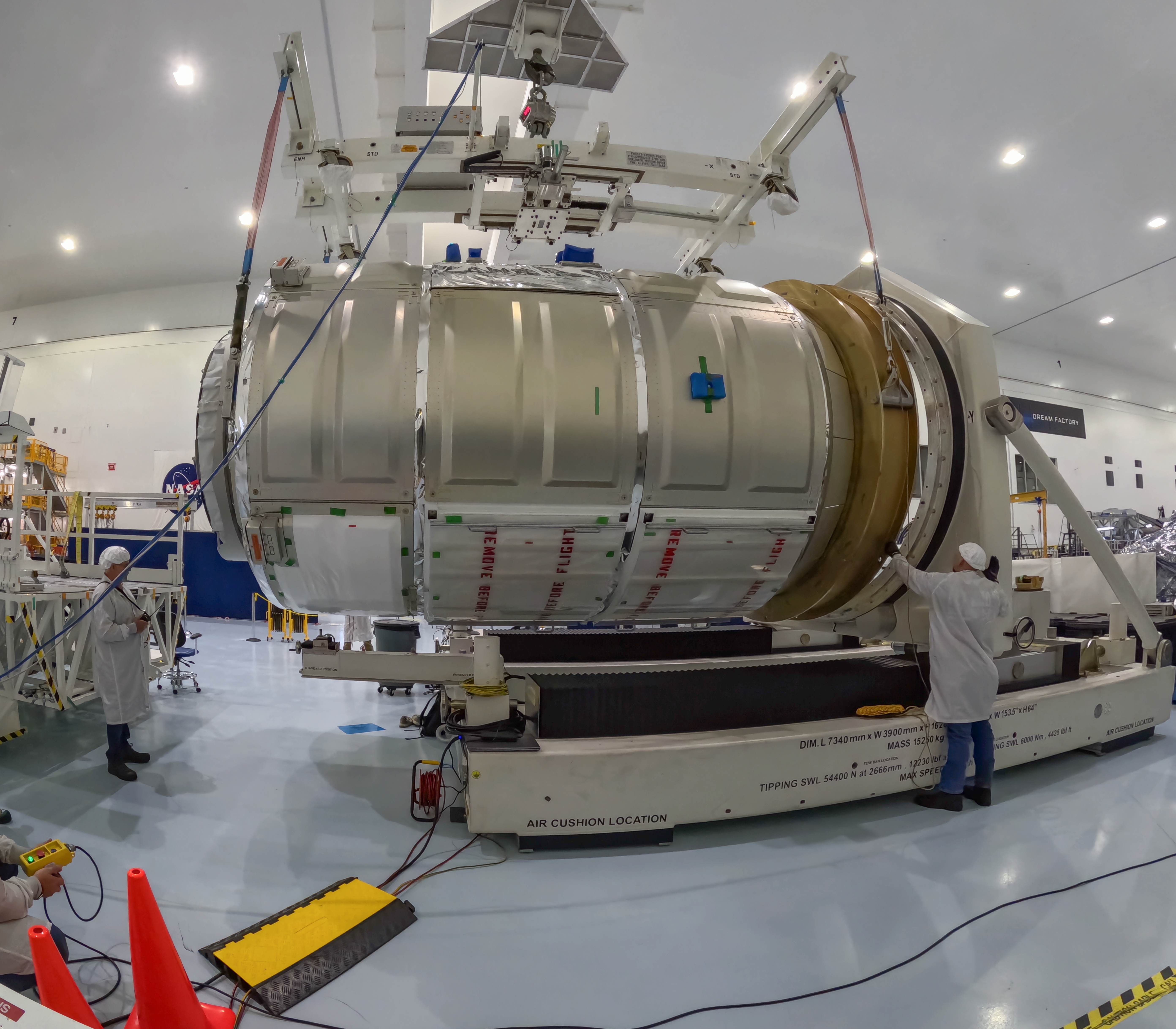
2024年6月1日、NASAのケネディ宇宙センターにある宇宙システム処理施設ないで懸垂されて移動される与圧貨物モジュール

シグナス宇宙船には、打ち上げ前に3,843キログラム (8,472 lb)の与圧貨物と、14キログラム (31 lb)の非与圧貨物からなる総計3,857キログラム (8,503 lb)の貨物と補給物資が積み込まれた。
積荷目録は以下の通り：
- クルー補給品：1,021 kg (2,251 lb)
- 科学調査：1,220 kg (2,690 lb)
- 船外活動装備：43 kg (95 lb)
- 宇宙船ハードウェア：1,560 kg (3,440 lb)
- 計算機資源：13 kg (29 lb)

NICER望遠鏡の修理キットは、このミッションで宇宙ステーションに届けられた。
ボーイング有人飛行試験で発生した問題によって、積荷の一部は追加された宇宙飛行士のための追加の補給品へと変更された（アメリカ側の宇宙飛行士4名の見積もりが6名となった）。

## 調査研究

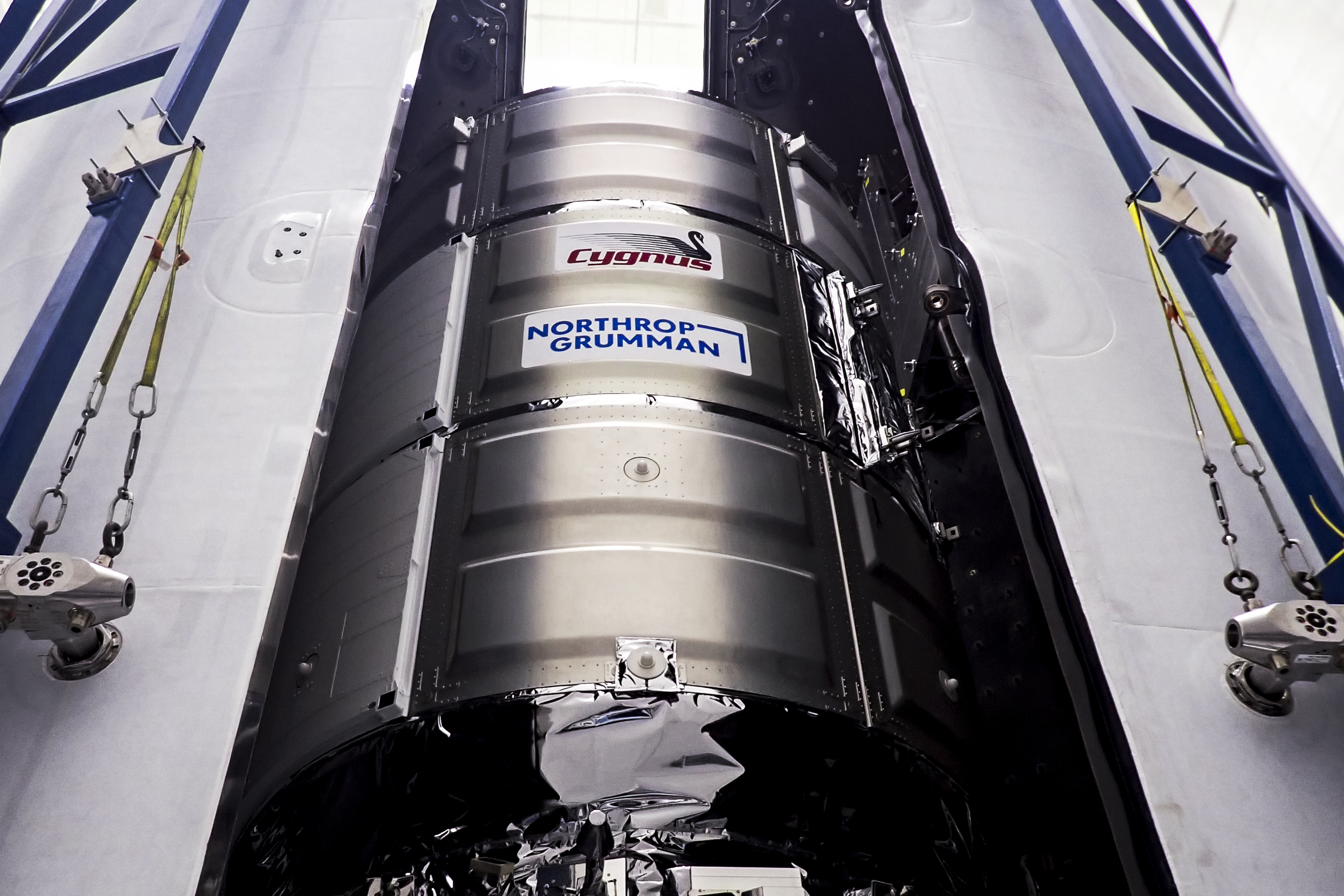
打ち上げに備えてスペースX ファルコン9のペイロードフェアリングに格納された宇宙船フランシス・R・"ディック"・スコビー（NG-21）が見える

複数の科学調査資機材がシグナスに搭載されてISSにへと届けられた。以下の4件はNASAが注目しているプロジェクトである。

### 充填システム用材料の試験
充填床反応器は、ペレットやビーズなどの材料を構造内に充填して、液体やガスなどの流体の異なる相間の接触を増やすシステム。これらの反応器は、水回収、熱管理、燃料電池など、さまざまな用途に使用されている。科学者は以前、ガラスビーズ、テフロンビーズ、白金触媒、その他の充填材料の宇宙での性能をテストしまてきた。充填床反応器実験：水回収シリーズでは、8つの追加試験品に対する重力の影響を評価する。
結果は、微小重力下や月や火星でのろ過やその他のシステム用の充填床反応器の設計と操作を最適化するのに役立つ可能性が見込まれている。この調査から得られた知見は、地球上の浄水や暖房・冷房システムなどの用途でのこの技術の改善にもつながる可能性がある。

### 科学に旋風を巻き起こす
STEMonstrations Screaming Balloon は、風船、1セント硬貨、六角ナット（ボトルを固定するためのもの）を使って宇宙ステーションの宇宙飛行士が行い、記録したNASAのSTEMonstration。硬貨とナットは膨らんだ風船の中で別々に回転し、それぞれの音を比較する。それぞれのSTEMonstrationは、求心力など異なる科学的概念を説明し、教師が生徒と一緒にそのトピックをさらに探求するのに役立つリソースが含まれている。

### より多くの、より良い幹細胞を
In-Space Expansion of Hematopoietic Stem Cells for Clinical Application（臨床応用に向けた宇宙での造血幹細胞の増殖、InSPA-StemCellEX-H1）は、ヒト造血幹細胞（造血幹細胞）を宇宙で生産する技術の試験を続けている。造血幹細胞は血液細胞や免疫細胞を生み出し、特定の血液疾患、自己免疫疾患、癌患者の治療に使用されている。
コロラド大学ボルダー校の主任研究者であるルイス・ストディークによると、この研究では BioServe In-space Cell Expansion Platform（BioServeの宇宙細胞増殖プラットフォーム、BICEP）と呼ばれるシステムを使用している。BICEPは、細胞を採取し凍結保存して地球に戻し、指定された医療提供者と患者に届けるという合理的な操作を可能にする。
米国では約3分に1人の割合で、白血病などの血液がんと診断されている。このような患者を移植幹細胞で治療するには、ドナーとレシピエントが一致し、移植幹細胞が長期にわたって再増殖することが必要である。この研究は、微小重力下で幹細胞を拡大することで、より継続的に再生する幹細胞を生成できるかどうかを実証するものである。この研究は、最終的には大規模な生産施設につながり、ドナーの細胞は軌道上に打ち上げられ、細胞療法は地上に戻されることになる。このバイオテクノロジーの研究は、血液疾患や白血病などの癌の治療法の改善も目指している。

### 宇宙におけるDNA修復
ESA（欧州宇宙機関）の調査であるRotifer-B2は、微小なクサリヘビAdineta vagaにおいて、宇宙飛行がDNA修復メカニズムにどのような影響を与えるかを調査している。この小さいが複雑な生物は、人間の細胞が耐えられる100倍の放射線量を含む過酷な条件に耐える能力で知られている。この生物は乾燥され、地球上の高い放射線レベルにさらされた後、再び水分が補給され、ステーションのインキュベーターで培養される。
これまでの研究では、ワムシは宇宙でも地球上と同じ効率でDNAを修復することが示されているが、その研究は遺伝学的なデータしか提供していない。今回の実験は、宇宙飛行中の生存と繁殖を初めて視覚的に証明するものである。その結果、宇宙飛行が微小重力環境におけるワムシのDNA損傷部位の修復能力にどのような影響を与えるかについての洞察が得られ、DNA損傷と修復メカニズムに関する一般的な理解が深まり、地球上での応用が期待される。このミッションはまた、ストレスの多い環境に対する植物の応答を調べるAPEX-09調査のために植物を提供し、将来の宇宙ミッションにおける生物再生支援システムの設計に役立つ可能性がある。

## ミッション

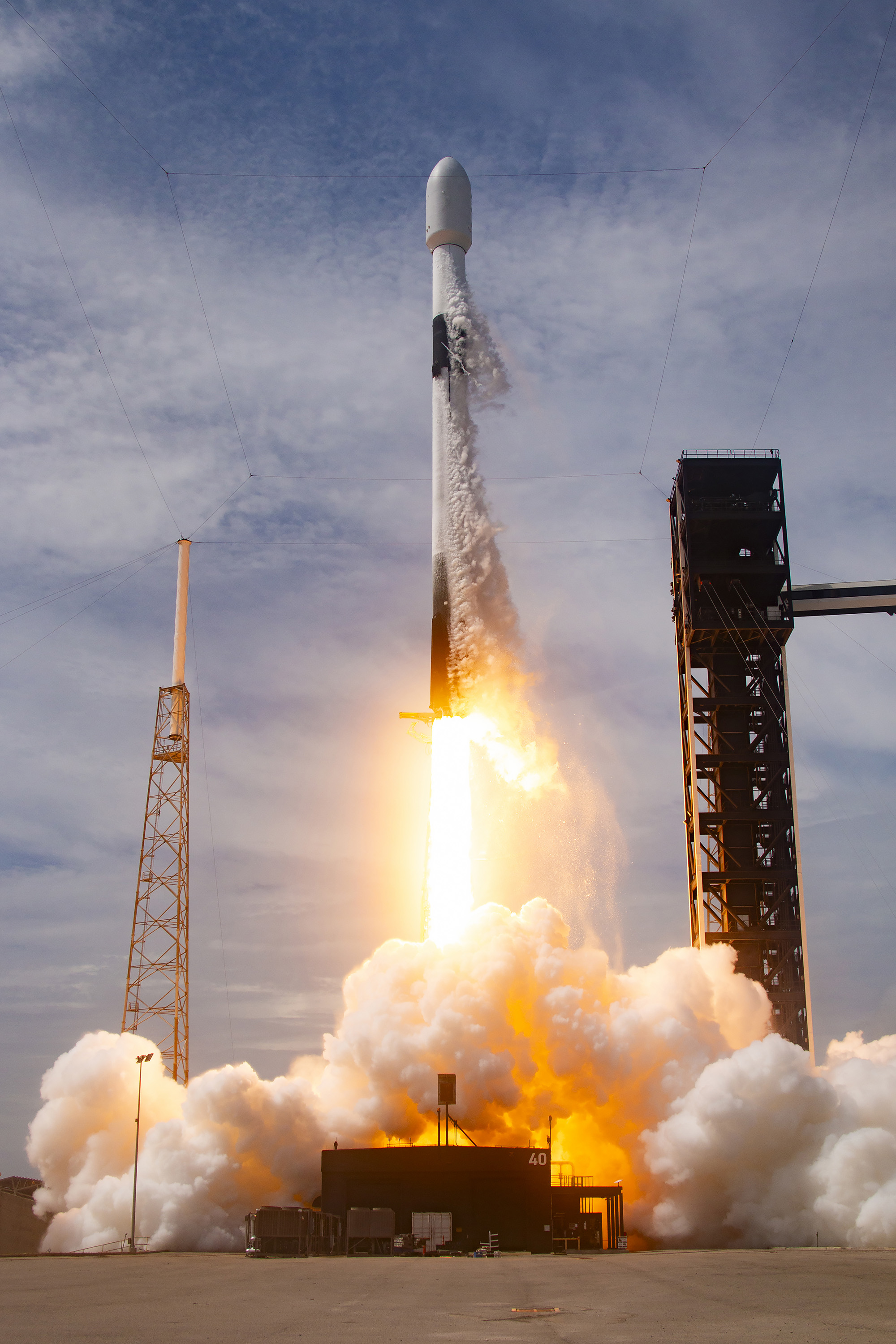
ISSに向かうNG-21を搭載したファルコン9の離昇

ほとんどのシグナスのミッションは、中部大西洋地域宇宙基地からノースロップ・グラマンのアンタレス・ロケットに搭載されて打ち上げられてきたが、NG-21はケープカナベラル宇宙軍施設からファルコン9ブロック5を使って予定されている3回の打ち上げの2回目だった。
ノースロップ・グラマンは、NG-19ミッションを最後にアンタレス 230+ロケットの供給が底をついていた。アンタレスはロシア製のエンジンと、ウクライナ製の第1段を使用していたが、ロシアのウクライナ侵攻以降製造が停まっていた。ノースロップ・グラマンは、ウクライナやロシアの部品に依存しない次世代のアンタレス300ロケットが2025年8月のNG-23の打ち上げに使えるだろうと見込んでいる。それまでの間の対策として、商業補給サービスの競合相手であるスペースXとの間で、ファルコン9ロケットを使用してのNG-20からNG-22までの3回の契約を締結した。
シグナスに対応するために、スペースXはペイロードフェアリングに5 ft × 4 ft (1.5 m × 1.2 m)の再度ハッチを追加するための改修をおこなったが、このハッチはケープカナベラル宇宙軍施設 第40発射施設のクルーアクセスアームの端に位置するクリーンルームから宇宙船に最後の貨物を搭載するためのものだった。このミッションでは10回目の打ち上げとなるファルコン9第1段ブースター #1080が使用された。
当初、ロケットの離昇は2024年8月3日 15:28:00 UTC（打ち上げ場現地時間の午前11:29 EDT）に予定されていたが、悪天候のために中止された。打ち上げは予定変更され、2024年8月4日 15:02:23 UTC（午前11:02 EDT）に打ち上げに成功した。第1段は飛行の最後に着陸地点1に無事着陸した。
ファルコンの第2段からシグナスが分離したのち、宇宙船は15:44 UTCに予定されていた最初の燃焼を燃焼シーケンス投入が遅れたために逃した。燃焼は16:34 UTCにスケジュール変更されたが、エンジンのセンサー類が初期圧力が低いことを検出したため中止された。ノースロップ・グラマンの技術者がこの問題に対処している間に、シグナスは18:21 UTCに一対の太陽電池パネルを展開した。圧力の数値は許容範囲内だと判断され、あらかじめ予定されていた自国に宇宙ステーションに会合するための軌道に載せるべく、ノースロップ・グラマンは2回の燃焼指令をシグナスに送った。
NASAの宇宙飛行士マシュー・ドミニクがステーションのロボットアームを使って2024年8月6日 07:11 UTCにシグナスを捕捉し、宇宙船はユニティモジュールの天底側（地球側）ポートに09:33 UTCごろに係留された。

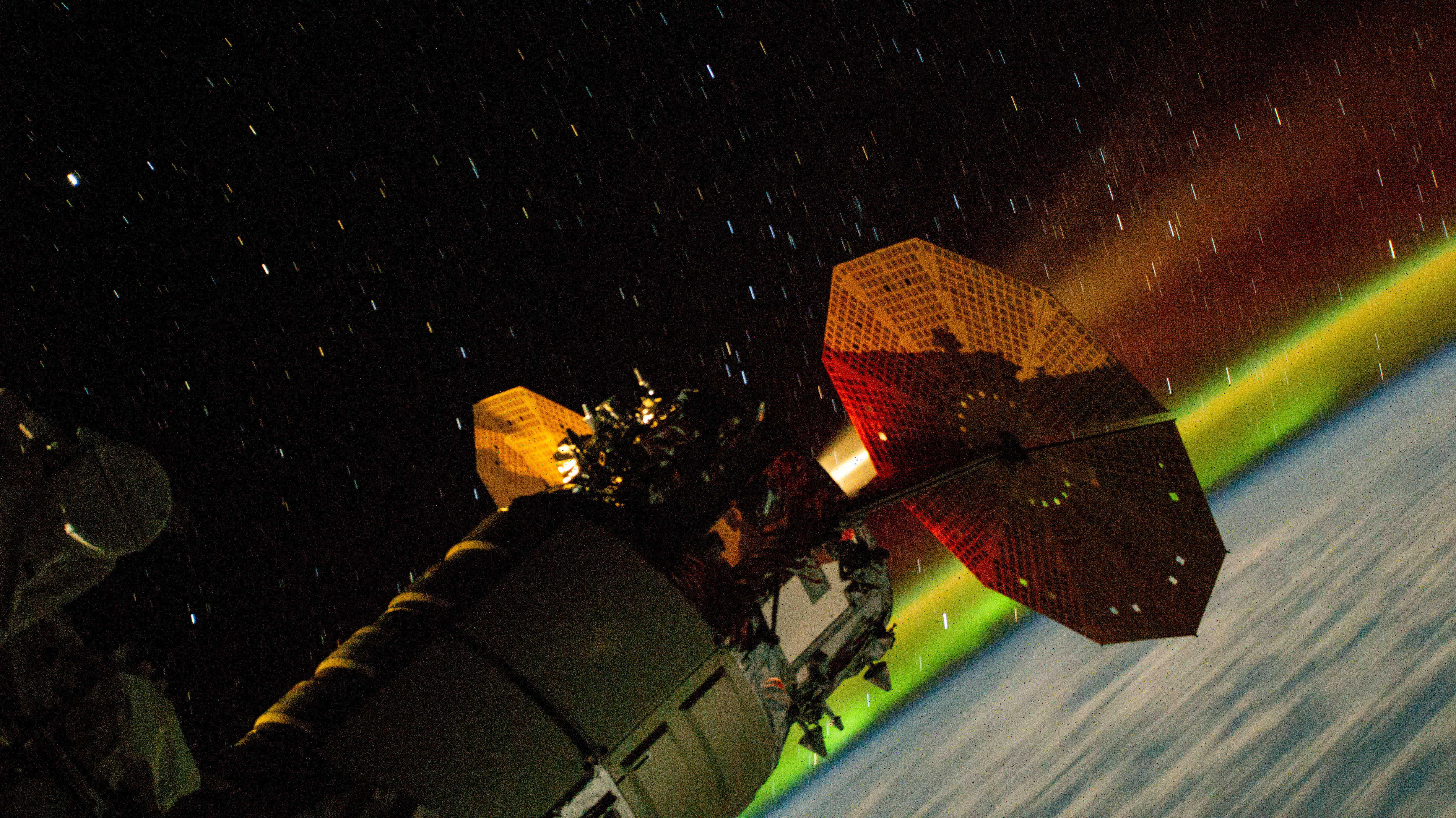
ISSリブーストのためにエンジンを噴射するNG-21

8月22日に、ISSの軌道高度を415.0kmから418.4km（257.9マイルから260マイル）に押し上げるためにシグナスのエンジンが19分以上に渡って噴射された。これらの定期的な「リブースト」はステーションの大気による減速に対処するものである。シグナスはOA-9Eでの実証試験のの成功を受けて、NG-17ミッション以降必要に応じてリブーストを行うことが可能となった。ロシアのプログレス貨物宇宙船もISSへのミッションで定期的にリブーストを実施している。
宇宙船の出発は、2025年3月21日の11:15 UTCに計画されていた。

### 打ち上げ試行のまとめ
注：時刻は打ち上げ場の現地時刻（東部夏時間）
| 回目 | 時刻                    | 結果 | 再準備期間    | 理由 | 決定時間      | 好天確率 (%) | 補足                      |
| ---- | ----------------------- | ---- | ------------- | ---- | ------------- | ------------ | ------------------------- |
| 1    | 2024年8月3日11:29:00 am | 中止 | ---           | 天候 | (−01:00:43前) | 50           |                           |
| 2    | 2024年8月4日11:02:53 am | 成功 | 0日23時間34分 |      |               | 35           | 当初の天候予測は10%だった |